# Dama (film)
Dama (ang. Damsel)  – amerykański film fantasy z 2024 roku w reżyserii Juana Carlosa Fresnadillo. Film miał premierę 8 marca 2024 roku na platformie Netflix.

## Fabuła
Księżniczka Elodie w trosce o dobro swojego królestwa zgadza się na poślubienie księcia Henry'ego. Wkrótce okazuje się jednak, że rodzina królewska ma zamiar użyć jej jako ofiary do spłaty starożytnego długu. Zostaje wrzucona do jaskini ze smokiem, przed którym broniąc się może polegać jedynie na samej sobie.

## Obsada
- Millie Bobby Brown jako księżniczka Elodie
- Ray Winstone jako lord Bayford
- Angela Bassett jako lady Bayford
- Brooke Carter jako Floria
- Nick Robinson jako książę Henry
- Robin Wright jako królowa Isabelle
- Milo Twomey jako król Roderick
- Nicole Joseph jako księżniczka Victoria
- Patrice Naiambana jako szambelan[1]

## Produkcja
Zdjęcia do filmu kręcono w Portugalii: w miejscowościach Batalha, Tomar, Sortelha oraz paśmie górskim Serra da Estrela i dolinie rzeki Duero.

### Reakcja krytyków
Film spotkał się ze średnią reakcją krytyków. W agregatorze recenzji Rotten Tomatoes 56% z 121 recenzji uznano za pozytywne, a średnia ocen wyniosła 5,5 na 10. Z kolei w agregatorze Metacritic średnia ważona ocen z 28 recenzji wyniosła 46 punktów na 100.